# Heracles Almelo
L'Heracles Almelo è una società calcistica olandese con sede nella città di Almelo. Milita nella Eredivisie, la massima serie del campionato nazionale. Nella sua storia ha vinto il campionato olandese per due volte (nel 1927 e nel 1941).

## Storia
Il club è stato fondato il 3 maggio 1903 con il nome di Heracles, nome del semidio nato da Zeus e Alcmena. Ha cambiato nome in SC Heracles '74 il 1º luglio 1974 e nel 1998 ha assunto la denominazione attuale. La squadra ha vinto il campionato nazionale nel 1927 e nel 1941.
Uno dei giocatori più famosi che hanno militato nella compagine è il sudafricano Steve Mokone, il primo giocatore di colore ad avere militato in un campionato dei Paesi Bassi.
Nella stagione 2004-2005 l'Heracles ha vinto la Eerste Divisie, la seconda divisione. Alla fine della stagione 2005-2006 si è classificato al tredicesimo posto, mentre nella stagione successiva è arrivato quattordicesimo. Nella stagione 2008-2009 conclude al 15º posto, che gli permette la permanenza in Eredivisie.
L'8 aprile 2012 è sconfitto per 3-0 dal PSV nella finale della coppa nazionale.
Il 14 agosto 2016 la squadra batte 3-1 il Willem II in una partita che passa alla storia per essere la prima ed unica in cui lo stesso giocatore sbaglia due rigori nel giro di 60 secondi. Si tratta di Paul Gladon, che prima segna una doppietta (al 56º e al 63º minuto) e poi fallisce due penalty tra l’88º e l’89º.
Nella stagione 2021-2022 il club retrocede in Eerste Divisie dopo aver concluso il campionato al 16º posto e aver perso i play-out retrocessione in semifinale contro l'Excelsior, ma l'anno dopo vince il campionato di seconda divisione e torna in prima lega.

## Palmarès

### Competizioni nazionali
- Campionato olandese: 2

1926-1927, 1940-1941
- Eerste Divisie: 4

1961-1962, 1984-1985, 2004-2005, 2022-2023
- Tweede Divisie: 1

1957-1958

### Altri piazzamenti
- Campionato olandese:

Secondo posto: 1937-1938
Terzo posto: 1939-1940
- Coppa dei Paesi Bassi:

Finalista: 2011-2012
Semifinalista: 2007-2008, 2024-2025
- Eerste Divisie:

Terzo posto: 1989-1990

### Statistiche nelle competizioni UEFA
Tabella aggiornata alla fine della stagione 2018-2019.
| Competizione                  | Partecipazioni | G | V | N | P | RF | RS |
| ----------------------------- | -------------- | - | - | - | - | -- | -- |
| Coppa UEFA/UEFA Europa League | 1              | 2 | 0 | 2 | 0 | 1  | 1  |

## Organico

### Rosa 2024-2025
Aggiornata al 20 agosto 2024.
| N. |                        | Ruolo | Calciatore            |
| -- | ---------------------- | ----- | --------------------- |
| 1  | Paesi Bassi (bandiera) | P     | Fabian de Keijzer     |
| 2  | Paesi Bassi (bandiera) | D     | Mimeirhel Benita      |
| 3  | Germania (bandiera)    | D     | Jannes Wieckhoff      |
| 4  | Paesi Bassi (bandiera) | D     | Damon Mirani          |
| 5  | Paesi Bassi (bandiera) | C     | Jordy Bruijn          |
| 6  | Serbia (bandiera)      | D     | Sava-Arangel Čestić   |
| 7  | Belgio (bandiera)      | C     | Bryan Limbombe        |
| 8  | Germania (bandiera)    | A     | Mario Engels          |
| 9  | Paesi Bassi (bandiera) | A     | Jizz Hornkamp         |
| 10 | Paesi Bassi (bandiera) | C     | Shiloh 't Zand        |
| 11 | Danimarca (bandiera)   | A     | Nikolai Laursen       |
| 12 | Paesi Bassi (bandiera) | D     | Ruben Roosken         |
| 13 | Rep. Ceca (bandiera)   | C     | Jan Žambůrek          |
| 14 | Belgio (bandiera)      | C     | Brian De Keersmaecker |
| 16 | Paesi Bassi (bandiera) | P     | Timo Jansink          |
| 17 | Paesi Bassi (bandiera) | C     | Thomas Bruns          |

| N. |                                 | Ruolo | Calciatore         |
| -- | ------------------------------- | ----- | ------------------ |
| 18 | Suriname (bandiera)             | C     | Kelvin Leerdam     |
| 19 | Bosnia ed Erzegovina (bandiera) | A     | Luka Kulenović     |
| 20 | Paesi Bassi (bandiera)          | A     | Diego van Oorschot |
| 21 | Paesi Bassi (bandiera)          | D     | Justin Hoogma      |
| 22 | Italia (bandiera)               | D     | Lorenzo Milani     |
| 23 | Finlandia (bandiera)            | C     | Juho Talvitie      |
| 24 | Slovacchia (bandiera)           | D     | Ivan Mesík         |
| 26 | Paesi Bassi (bandiera)          | C     | Daniël van Kaam    |
| 27 | Paesi Bassi (bandiera)          | D     | Jop Tijink         |
| 28 | Curaçao (bandiera)              | C     | Giandro Sambo      |
| 29 | Israele (bandiera)              | C     | Suf Podgoreanu     |
| 30 | Belgio (bandiera)               | P     | Robin Mantel       |
| 32 | Paesi Bassi (bandiera)          | C     | Sem Scheperman     |
| 35 | Paesi Bassi (bandiera)          | D     | Stijn Bultman      |
| 39 | Paesi Bassi (bandiera)          | D     | Mats Rots          |

### Rosa 2023-2024
Aggiornata al 2 febbraio 2024.
| N. |                        | Ruolo | Calciatore            |
| -- | ---------------------- | ----- | --------------------- |
| 1  | Paesi Bassi (bandiera) | P     | Michael Brouwer       |
| 2  | Paesi Bassi (bandiera) | D     | Sylian Mokono         |
| 3  | Germania (bandiera)    | D     | Jannes Wieckhoff      |
| 4  | Germania (bandiera)    | D     | Sven Sonnenberg       |
| 6  | Serbia (bandiera)      | D     | Sava-Arangel Čestić   |
| 7  | Belgio (bandiera)      | C     | Bryan Limbombe        |
| 8  | Germania (bandiera)    | A     | Mario Engels          |
| 10 | Marocco (bandiera)     | C     | Anas Ouahim           |
| 11 | Danimarca (bandiera)   | A     | Nikolai Laursen       |
| 12 | Paesi Bassi (bandiera) | D     | Ruben Roosken         |
| 14 | Belgio (bandiera)      | C     | Brian De Keersmaecker |
| 15 | Paesi Bassi (bandiera) | D     | Jetro Willems         |
| 16 | Paesi Bassi (bandiera) | P     | Fabian de Keijzer     |
| 17 | Paesi Bassi (bandiera) | C     | Thomas Bruns          |
| 18 | Paesi Bassi (bandiera) | C     | Marko Vejinović       |
| 19 | Paesi Bassi (bandiera) | D     | Navajo Bakboord       |

| N. |                        | Ruolo | Calciatore         |
| -- | ---------------------- | ----- | ------------------ |
| 21 | Paesi Bassi (bandiera) | D     | Justin Hoogma      |
| 23 | Paesi Bassi (bandiera) | A     | Jizz Hornkamp      |
| 24 | Germania (bandiera)    | C     | Abdenego Nankishi  |
| 27 | Turchia (bandiera)     | C     | Melih İbrahimoğlu  |
| 28 | Paesi Bassi (bandiera) | P     | Robin Jalving      |
| 29 | Svezia (bandiera)      | C     | Emil Hansson       |
| 30 | Paesi Bassi (bandiera) | A     | Diego van Oorschot |
| 32 | Paesi Bassi (bandiera) | C     | Sem Scheperman     |
| 34 | Paesi Bassi (bandiera) | D     | Chiel Olde Keizer  |
| 35 | Paesi Bassi (bandiera) | D     | Stijn Bultman      |
| 36 | Paesi Bassi (bandiera) | P     | Timo Jansink       |
| 39 | Germania (bandiera)    | C     | Lasse Wehmeyer     |
| 44 | Paesi Bassi (bandiera) | A     | Mohamed Sankoh     |
|    | Norvegia (bandiera)    | D     | Fredrik Oppegård   |
|    | Croazia (bandiera)     | A     | Sandro Kulenović   |

### Rosa 2022-2023
Aggiornata al 5 gennaio 2023.
| N. |                        | Ruolo | Calciatore       |
| -- | ---------------------- | ----- | ---------------- |
| 1  | Paesi Bassi (bandiera) | P     | Michael Brouwer  |
| 2  | Paesi Bassi (bandiera) | D     | Sylian Mokono    |
| 4  | Germania (bandiera)    | D     | Sven Sonnenberg  |
| 5  | Germania (bandiera)    | D     | Marco Rente      |
| 7  | Belgio (bandiera)      | C     | Ismail Azzaoui   |
| 8  | Belgio (bandiera)      | C     | Elias Sierra     |
| 9  | Italia (bandiera)      | A     | Antonio Satriano |
| 10 | Marocco (bandiera)     | C     | Anas Ouahim      |
| 11 | Danimarca (bandiera)   | A     | Nikolai Laursen  |
| 12 | Paesi Bassi (bandiera) | D     | Ruben Roosken    |
| 14 | Belgio (bandiera)      | D     | Héritier Deyonge |
| 15 | Belgio (bandiera)      | C     | Lucas Schoofs    |
| 17 | Paesi Bassi (bandiera) | C     | Thomas Bruns     |
| 18 | Paesi Bassi (bandiera) | C     | Marko Vejinović  |
| 19 | Paesi Bassi (bandiera) | D     | Navajo Bakboord  |

| N. |                        | Ruolo | Calciatore          |
| -- | ---------------------- | ----- | ------------------- |
| 21 | Paesi Bassi (bandiera) | D     | Justin Hoogma       |
| 22 | Croazia (bandiera)     | D     | Mateo Leš           |
| 23 | Curaçao (bandiera)     | A     | Rigino Cicilia      |
| 24 | Germania (bandiera)    | C     | Abdenego Nankishi   |
| 25 | Ghana (bandiera)       | D     | Robin Polley        |
| 26 | Paesi Bassi (bandiera) | P     | Koen Bucker         |
| 28 | Paesi Bassi (bandiera) | P     | Robin Jalving       |
| 29 | Svezia (bandiera)      | A     | Emil Hansson        |
| 32 | Paesi Bassi (bandiera) | C     | Sem Scheperman      |
| 33 | Svezia (bandiera)      | A     | Samuel Armenteros   |
| 34 | Paesi Bassi (bandiera) | D     | Chiel Olde Keizer   |
| 36 | Paesi Bassi (bandiera) | P     | Timo Jansink        |
| 39 | Germania (bandiera)    | C     | Lasse Wehmeyer      |
|    | Paesi Bassi (bandiera) | A     | Delano Burgzorg     |
|    | Serbia (bandiera)      | D     | Sava-Arangel Čestić |

### Rosa 2021-2022
| N. |                        | Ruolo | Calciatore             |
| -- | ---------------------- | ----- | ---------------------- |
| 1  | Germania (bandiera)    | P     | Janis Blaswich         |
| 4  | Germania (bandiera)    | D     | Sven Sonnenberg        |
| 5  | Germania (bandiera)    | D     | Marco Rente            |
| 6  | Germania (bandiera)    | C     | Orestis Kiomourtzoglou |
| 7  | Turchia (bandiera)     | C     | Bilal Başaçikoğlu      |
| 8  | Belgio (bandiera)      | C     | Elias Sierra           |
| 9  | Turchia (bandiera)     | A     | Sinan Bakış            |
| 11 | Danimarca (bandiera)   | C     | Nikolai Laursen        |
| 12 | Paesi Bassi (bandiera) | D     | Ruben Roosken          |
| 13 | Paesi Bassi (bandiera) | D     | Mats Knoester          |
| 15 | Belgio (bandiera)      | C     | Lucas Schoofs          |
| 16 | Paesi Bassi (bandiera) | A     | Kaj Sierhuis           |
| 17 | Ungheria (bandiera)    | C     | Adrián Szőke           |
| 18 | Belgio (bandiera)      | C     | Ismail Azzaoui         |

| N. |                        | Ruolo | Calciatore        |
| -- | ---------------------- | ----- | ----------------- |
| 19 | Paesi Bassi (bandiera) | D     | Navajo Bakboord   |
| 20 | Danimarca (bandiera)   | D     | Kasper Lunding    |
| 22 | Croazia (bandiera)     | D     | Mateo Leš         |
| 23 | Belgio (bandiera)      | D     | Noah Fadiga       |
| 24 | Germania (bandiera)    | D     | Elias Oubella     |
| 25 | Ghana (bandiera)       | D     | Robin Polley      |
| 26 | Paesi Bassi (bandiera) | P     | Koen Bucker       |
| 27 | Turchia (bandiera)     | C     | Melih İbrahimoğlu |
| 28 | Paesi Bassi (bandiera) | P     | Robin Jalving     |
| 30 | Burundi (bandiera)     | C     | Mohamed Amissi    |
| 31 | Svezia (bandiera)      | A     | Samuel Armenteros |
| 32 | Paesi Bassi (bandiera) | C     | Rohat Ağca        |
| 34 | Paesi Bassi (bandiera) | P     | Alessandro Damen  |
|    | Paesi Bassi (bandiera) | D     | Justin Hoogma     |

### Rosa 2020-2021
| N. |                        | Ruolo | Calciatore               |
| -- | ---------------------- | ----- | ------------------------ |
| 1  | Germania (bandiera)    | P     | Janis Blaswich           |
| 2  | Paesi Bassi (bandiera) | D     | Tim Breukers             |
| 3  | Italia (bandiera)      | D     | Giacomo Quagliata        |
| 4  | Paesi Bassi (bandiera) | D     | Robin Pröpper (capitano) |
| 5  | Germania (bandiera)    | D     | Marco Rente              |
| 6  | Germania (bandiera)    | C     | Orestis Kiomourtzoglou   |
| 8  | Paesi Bassi (bandiera) | C     | Teun Bijleveld           |
| 9  | Turchia (bandiera)     | A     | Sinan Bakış              |
| 10 | Paesi Bassi (bandiera) | C     | Rai Vloet                |
| 11 | Paesi Bassi (bandiera) | A     | Silvester van der Water  |
| 13 | Paesi Bassi (bandiera) | D     | Mats Knoester            |
| 14 | Stati Uniti (bandiera) | C     | Luca de la Torre         |
| 15 | Belgio (bandiera)      | C     | Lucas Schoofs            |
| 16 | Paesi Bassi (bandiera) | P     | Michael Brouwer          |
| 17 | Ungheria (bandiera)    | C     | Adrián Szőke             |

| N. |                        | Ruolo | Calciatore        |
| -- | ---------------------- | ----- | ----------------- |
| 18 | Belgio (bandiera)      | C     | Ismail Azzaoui    |
| 19 | Paesi Bassi (bandiera) | D     | Navajo Bakboord   |
| 20 | Danimarca (bandiera)   | D     | Kasper Lunding    |
| 21 | Germania (bandiera)    | P     | Daniel Mesenhöler |
| 22 | Croazia (bandiera)     | D     | Mateo Leš         |
| 23 | Belgio (bandiera)      | D     | Noah Fadiga       |
| 24 | Germania (bandiera)    | D     | Elias Oubella     |
| 26 | Paesi Bassi (bandiera) | P     | Koen Bucker       |
| 27 | Turchia (bandiera)     | C     | Melih İbrahimoğlu |
| 28 | Belgio (bandiera)      | C     | Elias Sierra      |
| 30 | Burundi (bandiera)     | C     | Mohamed Amissi    |
| 31 | Paesi Bassi (bandiera) | C     | Rohat Ağca        |
| 34 | Paesi Bassi (bandiera) | D     | Jeff Hardeveld    |
| 37 | Paesi Bassi (bandiera) | A     | Delano Burgzorg   |

### Rosa 2019-2020
| N. |                        | Ruolo | Calciatore               |
| -- | ---------------------- | ----- | ------------------------ |
| 1  | Germania (bandiera)    | P     | Janis Blaswich           |
| 2  | Paesi Bassi (bandiera) | D     | Tim Breukers             |
| 3  | Italia (bandiera)      | D     | Giacomo Quagliata        |
| 4  | Paesi Bassi (bandiera) | D     | Robin Pröpper (capitano) |
| 6  | Belgio (bandiera)      | D     | Dario van den Buijs      |
| 7  | Curaçao (bandiera)     | A     | Jeremy Cijntje           |
| 8  | Paesi Bassi (bandiera) | C     | Teun Bijleveld           |
| 9  | Belgio (bandiera)      | A     | Cyriel Dessers           |
| 10 | Brasile (bandiera)     | C     | Mauro Júnior             |
| 11 | Paesi Bassi (bandiera) | A     | Silvester van der Water  |
| 13 | Paesi Bassi (bandiera) | D     | Mats Knoester            |
| 14 | Siria (bandiera)       | C     | Mohammed Osman           |
| 15 | Belgio (bandiera)      | C     | Lucas Schoofs            |
| 16 | Paesi Bassi (bandiera) | P     | Michael Brouwer          |
| 17 | Ungheria (bandiera)    | C     | Adrián Szőke             |

| N. |                        | Ruolo | Calciatore             |
| -- | ---------------------- | ----- | ---------------------- |
| 18 | Paesi Bassi (bandiera) | C     | Jesper Drost           |
| 19 | Paesi Bassi (bandiera) | D     | Navajo Bakboord        |
| 20 | Paesi Bassi (bandiera) | D     | Jelle van Benthem      |
| 21 | Germania (bandiera)    | C     | Sebastian Jakubiak     |
| 22 | Germania (bandiera)    | C     | Orestis Kiomourtzoglou |
| 23 | Germania (bandiera)    | D     | Maximilian Rossmann    |
| 24 | Paesi Bassi (bandiera) | C     | Dabney dos Santos      |
| 25 | Paesi Bassi (bandiera) | A     | Joey Konings           |
| 26 | Paesi Bassi (bandiera) | P     | Koen Bucker            |
| 27 | Paesi Bassi (bandiera) | C     | Niels Leemhuis         |
| 29 | Paesi Bassi (bandiera) | C     | Reuven Niemeijer       |
| 31 | Germania (bandiera)    | D     | Stephen Sama           |
| 34 | Paesi Bassi (bandiera) | D     | Jeff Hardeveld         |
| 37 | Paesi Bassi (bandiera) | A     | Delano Burgzorg        |

### Rosa 2018-2019
| N. |                        | Ruolo | Calciatore               |
| -- | ---------------------- | ----- | ------------------------ |
| 1  | Germania (bandiera)    | P     | Janis Blaswich           |
| 2  | Paesi Bassi (bandiera) | D     | Tim Breukers             |
| 3  | Germania (bandiera)    | D     | Lennart Czyborra         |
| 4  | Paesi Bassi (bandiera) | D     | Robin Pröpper (capitano) |
| 6  | Belgio (bandiera)      | D     | Dario van den Buijs      |
| 7  | Svezia (bandiera)      | A     | Kristoffer Peterson      |
| 9  | Spagna (bandiera)      | A     | Adrián Dalmau            |
| 10 | Paesi Bassi (bandiera) | C     | Yoëll van Nieff          |
| 11 | Paesi Bassi (bandiera) | A     | Silvester van der Water  |
| 13 | Paesi Bassi (bandiera) | D     | Mats Knoester            |
| 14 | Siria (bandiera)       | C     | Mohammed Osman           |
| 16 | Paesi Bassi (bandiera) | P     | Michael Brouwer          |
| 18 | Paesi Bassi (bandiera) | C     | Jesper Drost             |
| 20 | Paesi Bassi (bandiera) | D     | Jelle van Benthem        |

| N. |                        | Ruolo | Calciatore             |
| -- | ---------------------- | ----- | ---------------------- |
| 21 | Germania (bandiera)    | C     | Sebastian Jakubiak     |
| 23 | Germania (bandiera)    | D     | Maximilian Rossmann    |
| 24 | Paesi Bassi (bandiera) | C     | Dabney dos Santos      |
| 25 | Paesi Bassi (bandiera) | A     | Joey Konings           |
| 26 | Paesi Bassi (bandiera) | P     | Koen Bucker            |
| 27 | Paesi Bassi (bandiera) | C     | Niels Leemhuis         |
| 29 | Paesi Bassi (bandiera) | C     | Reuven Niemeijer       |
| 31 | Germania (bandiera)    | D     | Stephen Sama           |
| 34 | Paesi Bassi (bandiera) | D     | Jeff Hardeveld         |
| 52 | Kazakistan (bandiera)  | C     | Alexander Merkel       |
|    | Paesi Bassi (bandiera) | D     | Navajo Bakboord        |
|    | Paesi Bassi (bandiera) | C     | Teun Bijleveld         |
|    | Germania (bandiera)    | C     | Orestis Kiomourtzoglou |